# Хабиб Бей
Хабиб Бей (на френски: Habib Beye) е роден във Франция сенегалски професионален футболист, защитник. Той е играч на английския Донкастър Роувърс. Висок е 182 см. Кариерата на Бей започва през 1997 г., когато се присъединава към втория отбор на ПСЖ. След това бранителят преминвава през Страсбург, Олимпик Марсилия и Нюкасъл Юнайтед. На 7 август 2009 г. Бей преминава в Астън Вила. Прави дебюта си за Сенегал през 2001 г. Стабилен защитник, който може да играе както като десен бек, така и като централен защитник.